# Heinrich Veit Simon
Heinrich Veit Simon (auch: Heinz Veit Simon, Heinrich Simon, geb. 1. August 1883 in Berlin; gest. 18. Mai 1942 ebenda) war ein deutscher Rechtsanwalt und Notar aus einer Berliner jüdischen Familie.

## Familie

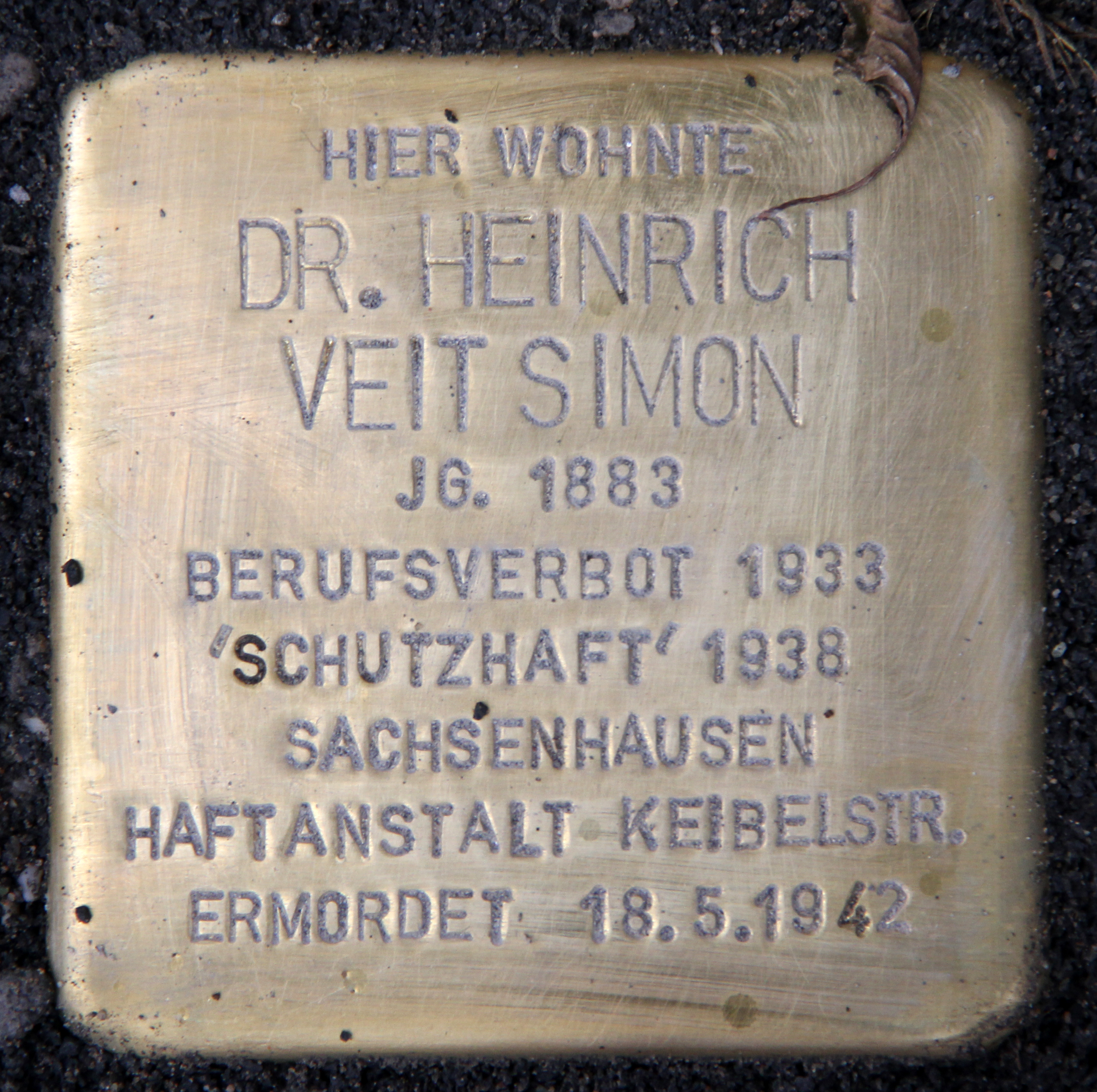
Stolperstein in Berlin-Lichterfelde

Die Familie Veit Simon war von den späten 1730er Jahren bis Mitte der 1940er Jahre in Berlin ansässig. Der Wollwaren-Händler Juda Veit Singer (1710 oder 1716–1786) gründete seine Familie 1740 in Berlin. Drei seiner Söhne eröffneten dort im Jahr 1780 gemeinsam das Bankhaus Gebrüder Veit. Der Name Simon kam durch die Heirat zwischen Herman Simon und Henriette Veit im Jahr 1816 hinzu, eine Erbin des Bankhauses Gebrüder Veit. Dass sowohl Veit als auch Simon als Nachname geführt wird, ist eine Familientradition, die ihren Ursprung im frühen 19. Jahrhundert hat. In der Generation der Kinder des Ehepaares Hermann Simon und Henriette Veit erhielten männliche Nachkommen den zweiten Namen Veit, später benutzten auch weibliche Nachkommen diesen „Mittelnamen“.
Heinrich Veit Simon stammt aus einer wohlhabenden, großbürgerlichen, jüdischen Berliner Familie. Sein Vater war der Rechtsanwalt und Justizrat Herman (Herrmann) Veit Simon (geb. 8. Mai 1856 in Berlin, gest. 16. Juli 1914 in Sankt Blasien im Schwarzwald), seine Mutter war Hedwig Veit Simon, geb. Stettiner (geb. 17. Oktober 1861 in Berlin, gest. 1. April 1943 in Theresienstadt). Heinrich hatte drei jüngere Geschwister: Eva Anna (* 1884), Katharina Theresa, genannt Käthe (* 1887) und Martin (* 1890). Eva und Katharina waren taubstumm.
Heinrich Veit Simons Großvater väterlicherseits war der Kommerzienrat Karl Berthold Simon (geb. 9. Dezember 1828 in Berlin, gest. 5. April 1901 ebenda). Dieser war ein Enkel des Bankiers Philipp Veit (1758–1838). und gehörte zu den Gründern der Hochschule für die Wissenschaft des Judentums.

## Lebensweg
Sein Studium der Rechtswissenschaft schloss Heinrich Veit Simon mit der Promotion zum Dr. iur. ab.
Heinrich Veit Simon war seit 1910 verheiratet mit Irmgard Gabriel (geb. 16. Dezember 1889 in Batavia (Niederländisch-Indien), gest. 1971). Sie war die Tochter des kaiserlich deutschen Generalkonsuls in Batavia Hermann Gabriel (1852–1897), eines Studienfreundes von Heinrichs Vater Herman Veit Simon. Aus dieser Ehe gingen sechs Kinder hervor:
1. Harro Herman (1911–2011),
2. Ruth Agnes (1914–1943),
3. Ulla Phillipine (1915–2004), verheiratete Sonntag,
4. Rolf Gabriel (1916–1943),
5. Etta Ottilie (1918–2009), verheiratete Japha, und
6. Judith Leonore (* 1925), verheiratete Klein.[1] Beide Eheleute behielten ihre jeweilige Konfession, Heinrich die jüdische und Irmgard die evangelische.[7]

Heinrichs Schwester Katharina, die taubstumm war, gründete 1912/13 ein Obstgut, den „Katharinenhof“ in Gransee. Dieses Unternehmen leitete sie 25 Jahre lang, in dem später auch ihre ältere, ebenfalls taubstumme Schwester Eva, eine Malerin, Aufnahme fand.
Heinrich Veit Simon war „Frontkämpfer“ im Ersten Weltkrieg. Sein Vater Herman Veit Simon starb im ersten Kriegsjahr 1914, im Alter von 58 Jahren.
Heinrich Veit Simon gehörte seit 1919 dem Kuratorium der Hochschule für die Wissenschaft des Judentums in Berlin in der Artilleriestr. 14 (heute: Tucholskystraße 9) an. Ab 1925 war er dort Schatzmeister, ab 1930 Vorsitzender des Kuratoriums. Zuvor war, seit 1906, schon sein Vater Vorsitzender des Kuratoriums gewesen. Dessen Vater Karl Berthold Simon – also Heinrichs Großvater väterlicherseits – gehörte zu den Gründern dieser Hochschule.
Heinrich Veit Simon war, wie sein Vater Herman Veit Simon, als Rechtsanwalt, später auch als Notar tätig. Er war beim Berliner Kammergericht zugelassen. Er hatte seine Kanzlei zunächst direkt neben der Stadtvilla des Malers Max Liebermann, am Pariser Platz 6. 1937 befand sich Simons Kanzlei Hinter der katholischen Kirche 4.
Heinrich Veit Simon beurkundete 1928 als Notar die Gründung der Berliner Verkehrsbetriebe.
Nach der nationalsozialistischen Machtergreifung wurde Heinrich Veit Simon im Jahr 1933 auf Grundlage des „Arierparagraphen“ sein Notariat entzogen. Den Rechtsanwaltsberuf durfte er als ehemaliger Frontkämpfer des Ersten Weltkriegs jedoch zunächst (bis 1938) noch weiter ausüben.
1935 traten die Nürnberger Gesetze in Kraft. Weil Heinrich Veit Simons Ehefrau Irmgard keine Jüdin war, galten ihre sechs Kinder als „Mischlinge“. Verfolgt wurden sie aber ebenso wie „Volljuden“, da die NS-Gesetzgebung sie als „Geltungsjuden“ einstufte, weil sie Mitglieder der jüdischen Gemeinde waren. Ende 1938 hatten vier der sechs Geschwister Deutschland verlassen.
Im Jahr 1938 erhielt Heinrich Veit Simon dann auch als Anwalt Berufsverbot aufgrund seiner jüdischen Herkunft. Von da an durfte er, als „Konsulent“, nur noch „Nichtarier“ rechtlich beraten und vertreten.
1938 wurde Heinrichs Schwester Katharina gezwungen, ihren Obstbetrieb, den „Katharinenhof“ in Gransee, unter Wert zu verkaufen. Sie und ihre Schwester Eva zogen zunächst zur Mutter nach Berlin-Dahlem in die Gelfertstr. 47. Bald mussten sie die Dahlemer Wohnung aber aufgeben und zogen zu dritt zu Heinrich Veit Simon nach Berlin-Lichterfelde, an den Hindenburgdamm 11.
Im Zuge des Pogroms vom 9. November 1938 wurde Heinrich Veit Simon festgenommen und für mehrere Wochen im Konzentrationslager Sachsenhausen bei Oranienburg interniert. Im April 1942 wurde er erneut festgenommen und ins Polizeigefängnis Berlin-Alexanderplatz gebracht. Nach etwa einem Monat erhielt seine Ehefrau Irmgard die Nachricht, dass er verstorben sei. Als Todesdatum wurde der 18. Mai 1942 angegeben. Sie könne den Sarg abholen, dieser dürfe nicht geöffnet werden. Irmgard Veit Simon brach den Sarg dennoch auf und fand ihren Ehemann mit zertrümmertem Gesicht. Offenkundig war er im Polizeigewahrsam totgeprügelt worden.
Heinrichs Mutter Hedwig Veit Simon und seine Schwestern Eva Anna und Katharina Theresa wurden am 3. Oktober 1942 nach Theresienstadt deportiert. Hedwig lebte dort noch etwa sechs Monate, bevor sie dort im Alter von 81 Jahren im April 1943 starb. Käthe und Eva wurden im Mai 1944 von Theresienstadt in das Konzentrationslager Auschwitz verbracht und dort ermordet.
Heinrichs Sohn Rolf schien zunächst in den Niederlanden sicher zu sein, wurde jedoch nach der deutschen Besetzung der Niederlande mit seiner Frau Sabine in das Konzentrationslager Auschwitz verschleppt und dort ermordet. Heinrichs Töchter Ruth und Etta mussten Zwangsarbeit bei Zeiss-Ikon in Zehlendorf (Goerzwerk in der Goerzallee) leisten. Am 7. Juli 1942 wurden die beiden über das Sammellager Große Hamburger Straße 26 nach Theresienstadt deportiert. Ein Jahr später, am 26. Juli 1943, starb Ruth Veit Simon dort im Alter von 29 Jahren. Ihre Schwester Etta überlebte als einzige der deportierten Familienangehörigen das Lager.
Heinrich Veit Simons Frau Irmgard und vier ihrer sechs Kinder überlebten die Zeit des Nationalsozialismus. Sohn Harro und Tochter Ulla gelang in den 1930er Jahren die Flucht nach Großbritannien bzw. nach Chile. Die jüngste Tochter Judith gelangte mit dem Kindertransport vom 30. Dezember 1938 nach Großbritannien. Irmgard überlebte den Krieg in Berlin und folgte nach Kriegsende ihrer Tochter Etta nach London. Etta zog später nach New York und nahm den Nachnamen ihres Mannes Erwin Japha an. Ihre Geschwister Ulla und Judith lebten ebenfalls in den USA, Harro in Chile. Die vier überlebenden Geschwister kämpften später gemeinsam für die Rückgabe des „Katharinenhof“ in Gransee bei Berlin. Etta war auch an der Restitutionsforderung für ein Grundstück der Familie Veit Simon in der Kronenstraße 41 in Berlin beteiligt.

## Ehrung
Am 16. Oktober 2014 wurden vor seinem ehemaligen Wohnort am Hindenburgdamm 11 (Berlin-Lichterfelde) Stolpersteine für ihn und seine Familie verlegt.

## Veröffentlichungen (Auswahl)
- Die Interimsscheine. Zugleich ein Beitrag zur Geschichte und Lehre der Aktien und der Anleihepapiere. De Gruyter, 1913.
- mit Wilhelm Beutner: Das Zwangsanleihegesetz und die Vermögensberatung nebst den ergänzenden Verordnungen, den Bewertungsrichtlinien und den Ausführungsbestimmungen. De Gruyter, Berlin / Leipzig, Januar 1923 (Sammlung Guttentag, 153).
- Der Schutz des Drittschuldners bei der Pfändung von Forderungen. In: Juristische Wochenschrift, 15. Juli 1914, 43. Jahrgang, Nr. 14 (Bogen 91 bis 96), S. 721–728; Textarchiv – Internet Archive.